# Окунев, Пётр Андреевич
Окунев Пётр Андреевич (1895—1943) — советский военачальник, командующий артиллерией 4-й армии на Волховском фронте, генерал-майор артиллерии (01.10.1942). Участник Гражданской и Великой Отечественной войн.

## Биография
Родился 5 сентября 1895 года[по какому календарю?] в деревне Беричеве (ныне Кирилловский район Архангельской области).
В рядах Русской императорской армии находился с 1 июля 1917 года. В 1918 году добровольно вступил в ряды Красной армии. В том же году стал членом ВКП(б).
В 1941 году — начальник артиллерии 61-й стрелковой дивизии. В 1942 году был назначен командующим артиллерией 4-й армии на Волховском фронте; 1 октября 1942 года повышен в звании до генерал-майора артиллерии.
По мнению командования, П. А. Окунев обеспечивал высокую боеспособность артиллерии в период летних операций 4-й армии по реке Волхов в 1942 году и в ряде частных операций 1943 года. Лично руководил боевыми операциями артиллерии, добиваясь особенно хороших результатов в период Киришской операции. Под его руководством было уничтожено около 300 ДЗОТ, около 40 орудий, свыше 100 пулеметов и до 3000 солдат и офицеров.
Умер от болезни 7 мая 1943 года Похоронен в селе Будогощь Ленинградской области.
За умелое руководство артиллерией и высокие личные боевые качества П. А. Окунев указом Президиума ВС СССР 21 февраля 1944 года был награждён орденом Отечественной войны I степени посмертно.

## Награды
- Орден Отечественной войны 1-й степени (21.02.1944, посмертно)